# Andrea Raschi
Andrea Raschi (San Marino, 14 giugno 1979) è un cestista sammarinese.

## Carriera

### Club

Stephens e Raschi nel 2001 ai Crabs Rimini

Raschi ha iniziato la sua carriera con alcune stagioni all'attivo trascorse fra Serie A1 e Legadue, in entrambi i casi vestendo la canotta del Basket Rimini. Non ha potuto però essere schierato in Coppa Korać poiché considerato straniero a causa della cittadinanza sammarinese. Al termine della stagione 2000-2001 la rivista Superbasket gli assegna il premio Ancilotto, destinato al miglior giovane di A1.
A parte un ritorno ai Crabs Rimini in Legadue nel 2007-2008, ha spesso giocato in campionati dilettantistici come quello di terza serie. Dopo le parentesi annuali a Treviglio, Perugia e Bisceglie, per tre stagioni ha vestito i colori della Pallacanestro Chieti in Divisione Nazionale A, quindi dal 2014 al 2018 ha militato nel Basket Ravenna Piero Manetti disputando quattro campionati di Serie A2, il secondo livello del campionato italiano.

### Nazionale
Con la maglia della nazionale sammarinese ha vinto la medaglia d'oro al Campionato europeo FIBA dei piccoli stati del 2002, la medaglia d'argento nell'edizione del 2000 e la medaglia di bronzo in quella del 2016. Ai Giochi dei piccoli stati d'Europa invece ha conseguito due bronzi, nel 2001 e nel 2007.